# Apinan Suantong
Apinan Suantong (* 12. November 1983) ist ein thailändischer Fußballspieler.

## Karriere
Apinan Suantong stand bis Ende 2013 beim Pattaya United FC unter Vertrag. Wo er vorher gespielt hat, ist unbekannt. Der Verein aus Pattaya spielte in der ersten Liga des Landes, der Thai Premier League. Für Pattaya bestritt er mindestens 13 Erstligaspiele. Ende 2013 musste er mit Pattaya in die zweite Liga absteigen. Nach dem Abstieg wechselte er zum Erstligisten Chainat Hornbill FC nach Chainat. Wie lang er bei Chainat unter Vertrag stand, ist unbekannt.